# Henry Scheffé
Henry Scheffé   (Nova York, 11 d'abril de 1907 - Berkeley, 5 de juliol de 1977) va ser un estadístic nord-americà conegut pel teorema de Lehmann-Scheffé i el mètode de Scheffé per a l'ajust dels nivells de significació en l'anàlisi de regressió lineal.
Scheffé va néixer a la ciutat de Nova York l'11 d'abril de 1907, fill d'immigrants alemanys. La família es va traslladar a Islip, Nova York, on Scheffé va anar a l'escola secundària. Es va graduar el 1924, va prendre classes nocturnes a la Cooper Union i un any després va ingressar a l'Institut Politècnic de Brooklyn. El 1928 es va traslladar a la Universitat de Wisconsin on va obtenir, l'any 1931, la llicenciatura en Matemàtiques.
Mentrestant era a Wisconsin, es va casar amb la seva dona Miriam el 1934 i va acabar el seu doctorat el 1935, sobre equacions diferencials sota la supervisió de Rudolf Ernest Langer.
Després va ser professor de Matemàtiques a la Universitat de Wisconsin, a Oregon State University i a Reed College. El 1941 Scheffé es va traslladar a la Universitat de Princeton. A Princeton va començar a treballar en estadística en lloc de fer-ho en matemàtiques pures i va ajudar en l'esforç de guerra dels Estats Units com a consultor de l'Office of Scientific Research and Development.
Scheffé es va mudar diverses vegades més, a la Syracuse University el 1944, a la Universitat de Califòrnia, Los Angeles el 1946, i a la Universitat de Colúmbia el 1948 on va dirigir el departament d'Estadística.
Es va instal·lar a la Universitat de Califòrnia, Berkeley des de 1953 fins a la seva jubilació en 1974, encara que va ser cap de departament també, des de 1965 fins a 1968. Després de retirar-se de Berkeley, va continuar la seva recerca a la Universitat d'Indiana.
Scheffé va ser President de l'Institute of Mathematical Statistics el 1954, de l'International Statistical Institute i vicepresident de l'American Statistical Association.